# Yves Colin de Verdière
Yves Colin de Verdière é um matemático francês. Trabalha com geometria diferencial, análise matemática, teoria dos grafos e física matemática.
Colin de Verdière estudou a partir de 1964 na Escola Normal Superior de Paris e obteve um doutorado em 1973 na Universidade Paris VII, orientado por Marcel Berger. Até tornar-se professor emérito em 2006 foi professor do Instituto Fourier da Universidade de Grenoble.
Em 1999 recebeu o Prêmio Ampère da Académie des Sciences. Em 2005 tornou-se membro da Academia Nacional de Ciências dos Estados Unidos. Em 1986 foi palestrante convidado (Invited Speaker) no Congresso Internacional de Matemáticos em Berkeley (Spectres de variétés riemannienne et spectres de graphes).

## Obras
- Spectres de Graphes, 1998.